# ۳۴۶ (میلادی)
۳۴۶ (میلادی) سیصد و چهل و ششمین سال تقویم میلادی است.

## رویدادها
- بازسازی شهر طرطوس به دستور امپراتور کنستانتین.

## درگذشتگان
‎